# Marie-Josèphe Yoyotte
Marie-Josèphe Yoyotte (Saint-Fons, 5 novembre 1929 – Issy-les-Moulineaux, 18 luglio 2017) è stata una montatrice francese, tre volte vincitrice del Premio César per il miglior montaggio, con Police Python 357 (1976), Microcosmos - Il popolo dell'erba (1996) e Il popolo migratore (2001).
Curò il montaggio, tra gli altri, del film d'esordio di François Truffaut I 400 colpi (1959) e del grande successo popolare Il tempo delle mele (1980).
Morì il 18 luglio 2017. Il suo corpo è stato cremato al Cimitero di Père-Lachaise, dove poi sono state tumulate le sue ceneri.

## Filmografia

### Cinema
- Le portrait de son père, regia di André Berthomieu (1953)
- À la Jamaïque, regia di André Berthomieu (1957)
- Route des cimes, regia di Jean-Jacques Languepin - cortometraggio (1957)
- Des hommes dans le ciel, regia di Jean-Jacques Languepin - cortometraggio (1958)

- Moi, un noir, regia di Jean Rouch (1958)
- I 400 colpi (Les Quatre cents coups), regia di François Truffaut (1959)
- Il segno del leone (Le signe du lion), regia di Éric Rohmer (1959)
- Il testamento di Orfeo (Le Testament d'Orphée), regia di Jean Cocteau (1960)
- La Famille Fenouillard, regia di Yves Robert (1961)
- La Pyramide humaine, regia di Jean Rouch (1961)
- Léon Morin, prete (Léon Morin, prêtre), regia di Jean-Pierre Melville (1961)
- La guerra dei bottoni (La Guerre des boutons), regia di Yves Robert (1962)
- Quando c'è la salute (Tant qu'on a la santé), regia di Pierre Étaix (1966)
- Che carriera che si fa con l'aiuto di mammà!... (Le distrait), regia di Pierre Richard (1970)
- Valparaiso, Valparaiso, regia di Pascal Aubier (1971)
- La Vie facile, regia di Francis Warin (1971)
- Zozos (Les Zozos), regia di Pascal Thomas (1973)
- L'uomo che non seppe tacere (Le Silencieux), regia di Claude Pinoteau (1973)
- Le amanti (Projection privée), regia di François Leterrier (1973)
- France société anonyme, regia di Alain Corneau (1974)
- Lo schiaffo (Le gifle), regia di Claude Pinoteau (1974)
- Isabelle devant le désir, regia di Jean-Pierre Berckmans (1975)
- Il mio uomo è un selvaggio (Le Sauvage), regia di Jean-Paul Rappeneau (1975)
- Police Python 357, regia di Alain Corneau (1976)
- Il genio (Le grand escogriffe), regia di Claude Pinoteau (1976)
- Monsieur Papa, regia di Philippe Monnier (1977)
- Goodbye Emmanuelle, regia di François Leterrier (1977)
- Les Petits Câlins, regia di Jean-Marie Poiré (1978)
- Va voir maman, papa travaille, regia di François Leterrier (1978)
- Due volte donna (Mon premier amour), regia di Élie Chouraqui (1978)
- Labirinto (L'Homme en colère), regia di Claude Pinoteau (1979)
- Retour en force, regia di Jean-Marie Poiré (1980)
- Je vais craquer!!!, regia di François Leterrier (1980)
- Il tempo delle mele (La Boum), regia di Claude Pinoteau (1980)
- Diva, regia di Jean-Jacques Beineix (1981)
- Che cavolo mi combini papà?!! (Tout feu tout flamme), regia di Jean-Paul Rappeneau (1982)
- Il tempo delle mele 2 (La boum 2), regia di Claude Pinoteau (1982)
- Toro Moreno, regia di Gérard Krawczyk - cortometraggio (1982)
- Vous habitez chez vos parents?, regia di Michel Fermaud (1983)
- Via delle capanne negre (Rue Cases Nègres), regia di Euzhan Palcy (1983)
- Portrait de Raymond Depardon, regia di André Lenôtre e Jean Rouch - cortometraggio (1983)
- Il 7° bersaglio (La 7ème cible), regia di Claude Pinoteau (1984)
- Dionysos, regia di Jean Rouch (1984)
- L'estate prossima (L'été prochain), regia di Nadine Trintignant (1985)
- Alta, bella e pericolosa (Une femme ou deux), regia di Daniel Vigne (1985)
- Abandons, regia di Pierre-Jean de San Bartolomé - cortometraggio (1985)
- Duty Free Shop, regia di Michel Campioli - cortometraggio (1985)
- Le Môme, regia di Alain Corneau (1986)
- Io odio gli attori (Je hais les acteurs), regia di Gérard Krawczyk (1986)
- L'Été en pente douce, regia di Gérard Krawczyk (1987)
- Il tempo delle mele 3 (L'étudiante), regia di Claude Pinoteau (1988)
- Tolérance, regia di Pierre-Henry Salfati (1989)
- Mima, regia di Philomène Esposito (1991)
- Génial, mes parents divorcent!, regia di Patrick Braoudé (1991)
- La Neige et le Feu, regia di Claude Pinoteau (1991)
- Tutte le mattine del mondo (Tous les matins du monde), regia di Alain Corneau (1991)
- Siméon, regia di Euzhan Palcy (1992)
- Der grüne Heinrich, regia di Thomas Koerfer (1993)
- Cache Cash, regia di Claude Pinoteau (1994)
- Le Nouveau Monde, regia di Alain Corneau (1995)
- Orson Welles: The One-Man Band, regia di Vassili Silovic e Oja Kodar (1995)
- Microcosmos - Il popolo dell'erba (Microcosmos: le peuple de l'herbe), regia di Claude Nuridsany e Marie Pérennou - documentario (1996)
- Les Palmes de M. Schutz, regia di Claude Pinoteau (1997)
- Himalaya - L'infanzia di un capo (Himalaya - l'enfance d'un chef), regia di Éric Valli (1999)
- Il principe del Pacifico (Le Prince du Pacifique), regia di Alain Corneau (2000)
- Il popolo migratore (Le peuple migrateur), regia di Jacques Perrin, Jacques Cluzaud e Michel Debats - documentario (2001)
- Una vita nascosta (Laisse tes mains sur mes hanches), regia di Chantal Lauby (2003)
- Mes enfants ne sont pas comme les autres, regia di Denis Dercourt (2003)
- Genesis, regia di Claude Nuridsany e Marie Pérennou - documentario (2004)
- Je vous trouve très beau, regia di Isabelle Mergault (2005)
- Le deuxième souffle, regia di Alain Corneau (2007)

### Televisione
- Jean Genet: Entretien avec Antoine Bourseiller, regia di Antoine Bourseiller – film TV (1981)
- Il conte di Montecristo (Le Comte de Monte Cristo), regia di Josée Dayan – miniserie TV, 4 puntate (1998)
- Balzac: Una Vita di Passioni (Balzac), regia di Josée Dayan – film TV (1999)
- I miserabili (Les Misérables), regia di Josée Dayan – miniserie TV, 4 puntate (2000)
- Les Liaisons dangereuses, regia di Josée Dayan – miniserie TV, 2 puntate (2003)